# Lok Kawi Wildlife Park
Koordinaten: 5° 50′ 57,8″ N, 116° 4′ 9,5″ O

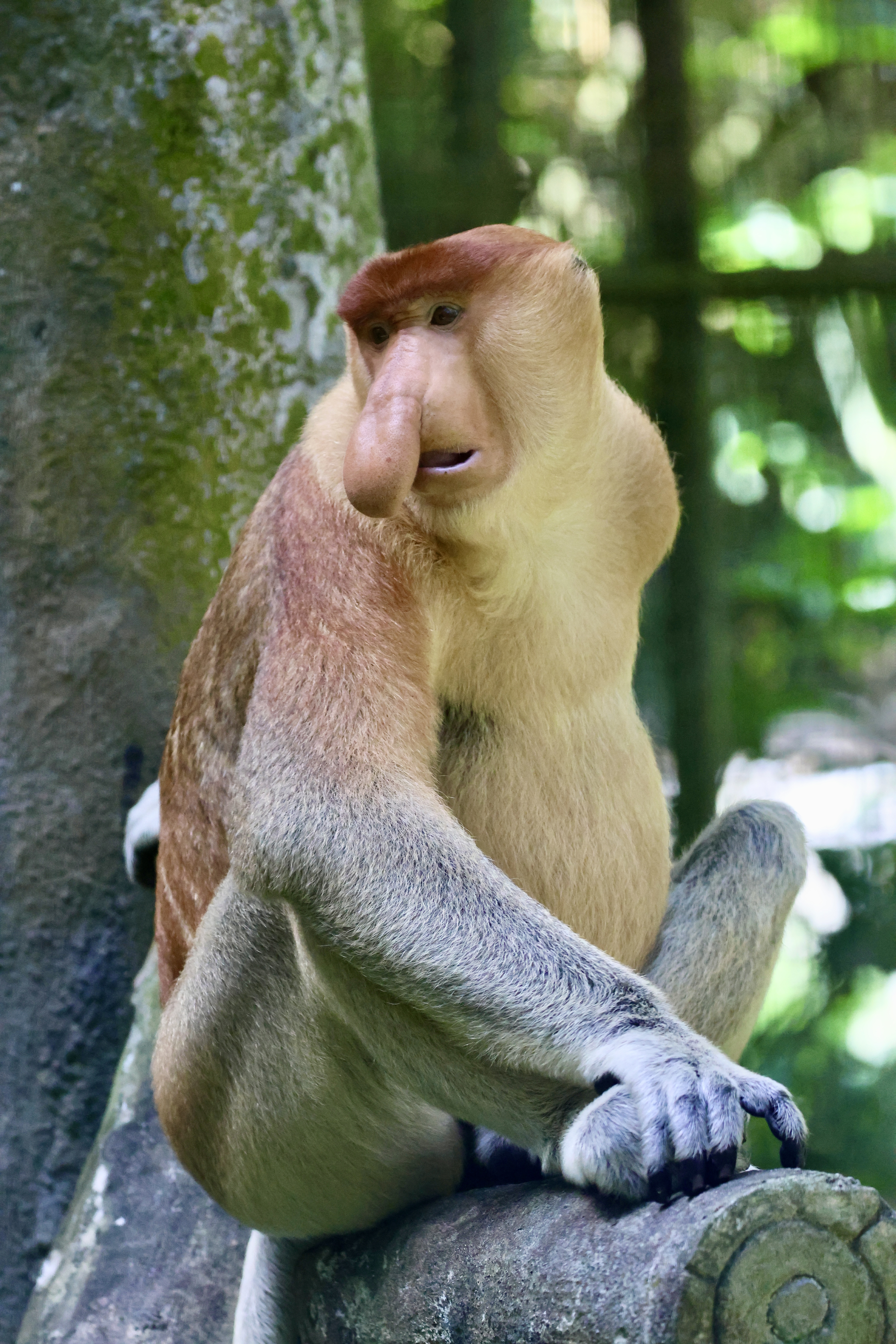
Nasenaffe, Männchen, 2023

Der Lok Kawi Wildlife Park ist ein Wildpark mit einer botanischen Abteilung im malaysischen Bundesstaat Sabah auf der Insel Borneo. Kota Kinabalu, die Hauptstadt des Bundesstaats, liegt ca. 15 Kilometer entfernt im Norden, die Kleinstadt Putatan rund sechs Kilometer entfernt im Nordosten.

## Geschichte
Der Lok Kawi Wildnis Park wurde offiziell am 17. Februar 2007 eröffnet. Planung und Ausführung lagen vollständig beim Sabah Wildlife Department. Die Parkverwaltung präsentiert in erster Linie Tiere der Fauna Malaysias, die in vielen anderen Zoos nicht zu sehen sind, beispielsweise Borneo-Zwergelefanten und Nasenaffen. Bis 2014 lebte auch ein Sumatra-Nashorn, eine vom Aussterben bedrohte Art im Tierpark. Das Gelugob genannte weibliche Nashorn starb an Altersschwäche und galt mit einem Alter von 37 Jahren als das älteste in Gefangenschaft lebende Sumatra-Nashorn.

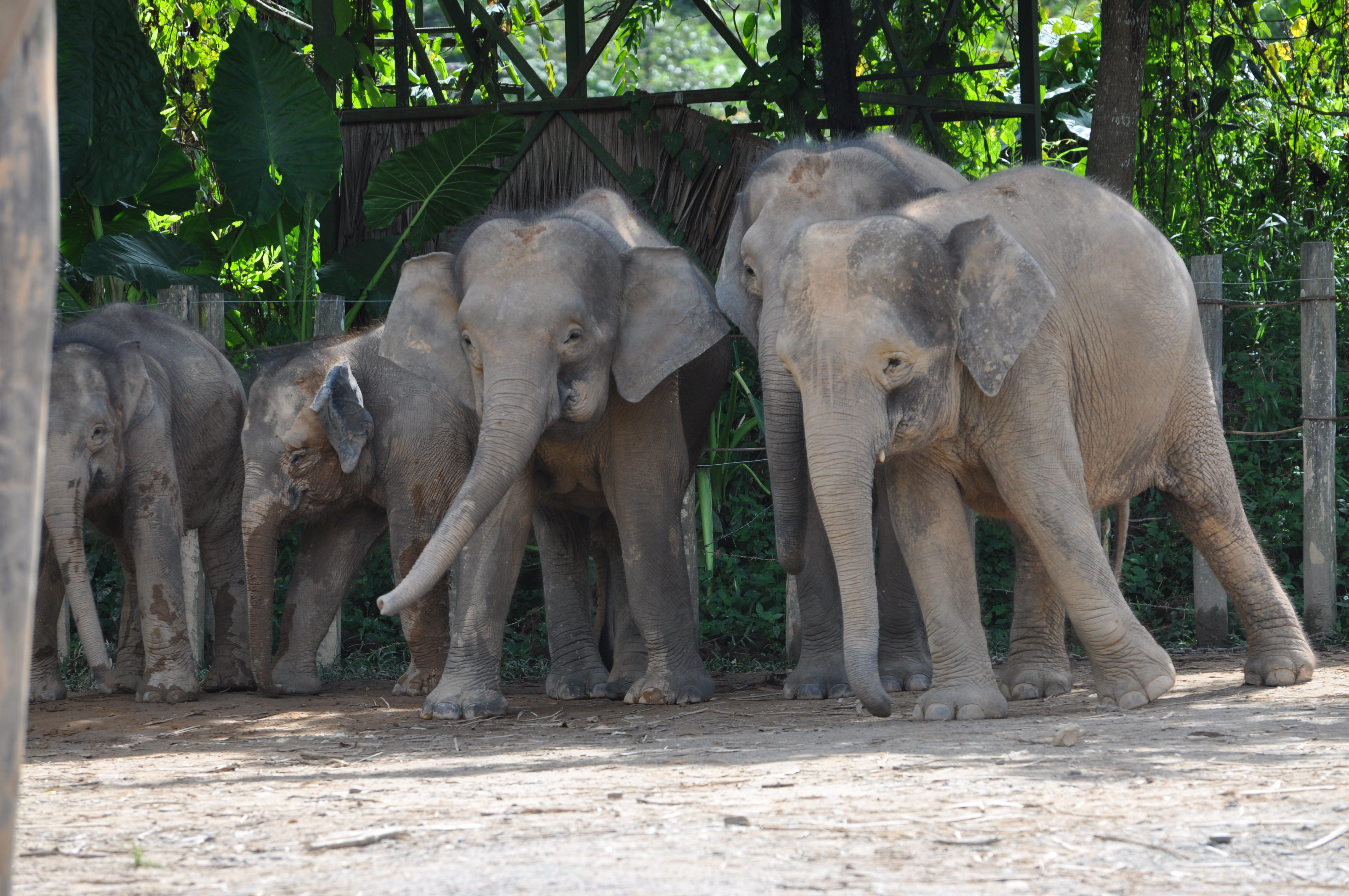
Borneo-Zwergelefantenherde, 2013
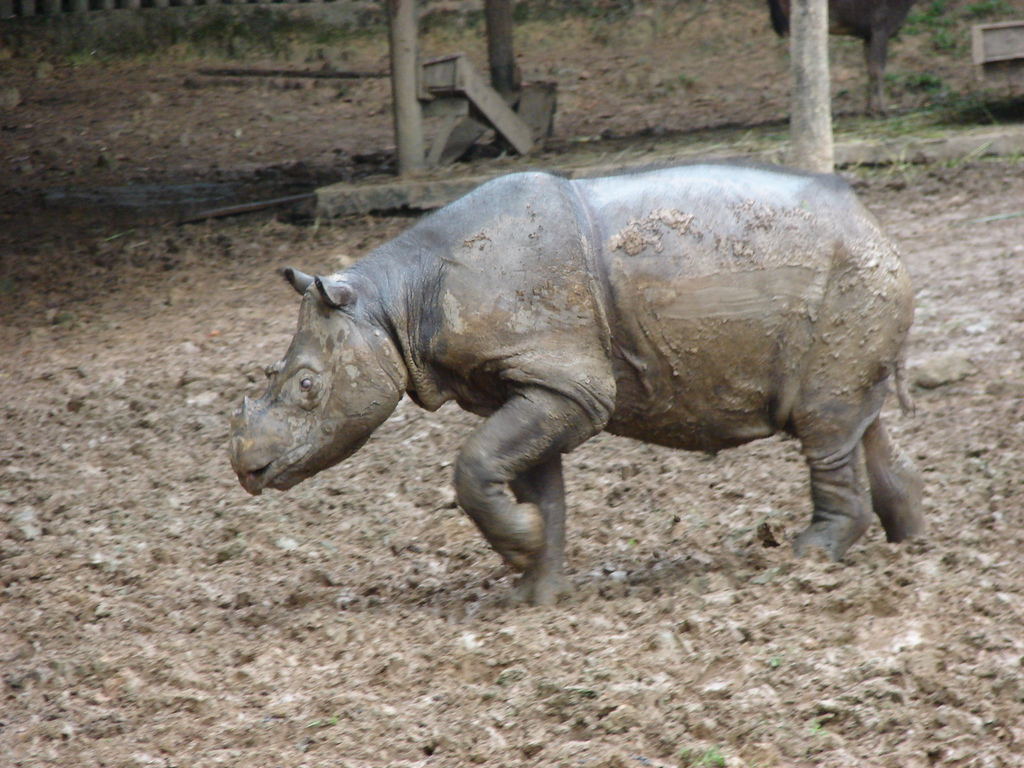
Sumatranashorn, 2008

## Anlagen und Artenspektrum
Der ca. 113 Hektar große Park setzt sich aus zwei Teilen zusammen: einem zoologischen und einem botanischen. Zu den Bewohnern des zoologischen Teils gehören u. a. eine Herde von Borneo-Zwergelefanten, Nasenaffen, Orang-Utans, Gibbons, Sumatra-Tiger, Malaienbären sowie verschiedene Arten von Hirschen. In einem Reptilienhaus sind verschiedene Echsen-, Schlangen- und Schildkrötenarten zu sehen. In Vogelvolieren werden Greifvögel, Tauben, Papageien, Reiher, Lieste, Nashornvögel und viele mehr gehalten. Von einem Rundweg aus können die Besucher die einzelnen Anlagen zu Fuß besichtigen. Als Alternative wird angeboten, mit einer Wegebahn an den Einrichtungen entlang zu fahren.
Der als Botanischer Garten angelegte Parkbereich bietet den Besuchern die Möglichkeit des Dschungel-Trekkings auf einem botanischen Pfad. Der gepflasterte Pfad ist ungefähr 1,4 Kilometer lang und führt vorbei an Ausstellungen mit Bromeliengewächsen, Kannenpflanzen, Farnen und Ingwergewächsen sowie einem nachgebildeten tropischen Regenwald. Eine Spezialabteilung enthält Heilpflanzen. Einige Pflanzen sind in einem Gewächshaus untergebracht. In der botanischen Abteilung sind auch Beobachtungen einheimischer Vögel möglich.
Auf dem Gelände befinden sich außerdem ein Kinderzoo, ein Informationscenter, eine Cafeteria, ein Picknick-Bereich und ein kleines Amphitheater. Für Kinder besteht die Möglichkeit, Papageien zu füttern oder Ausritte auf Elefanten oder Ponys unter Aufsicht zu unternehmen.

## Tödlicher Zwischenfall 2022
Ein Borneo-Zwergelefant tötete am 25. Dezember 2022 im Lok Kawi Wildlife Park einen Tierpfleger. Der seit fünf Jahren die Elefanten betreuende Pfleger betrat die Anlage, um ein verwundetes Elefantenkalb zu versorgen, als er unvermittelt von einem erwachsenen Elefanten angegriffen wurde. Bei diesem Angriff erlitt er so schwere Verletzungen durch die Stoßzähne des Elefanten an Bauch und Brust, dass er noch auf der Anlage verstarb.

## Galerie
Die nachfolgenden Bilder zeigen einige Tiere aus dem Bestand des Lok Kawi Wildlife Parks:

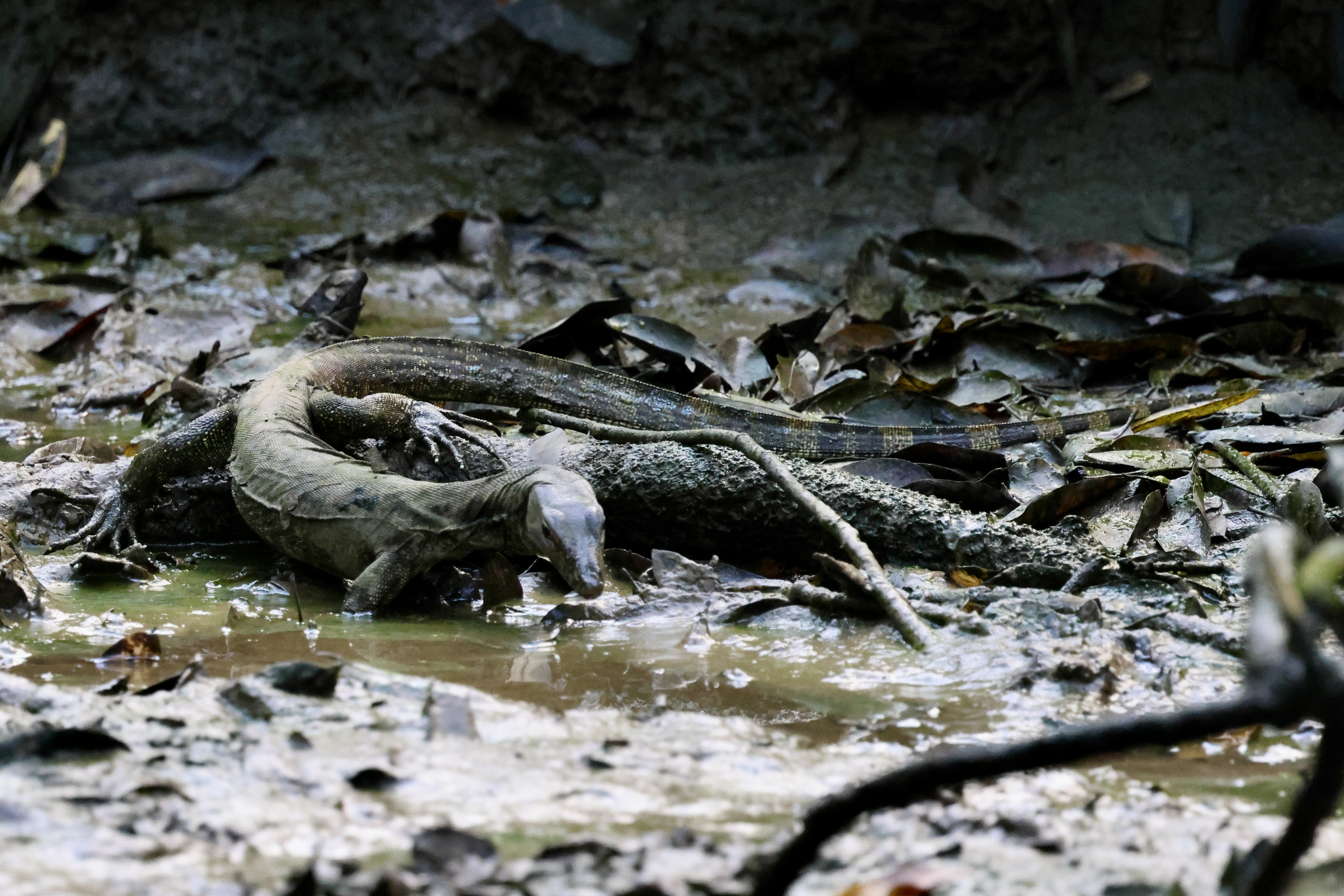
Bindenwaran
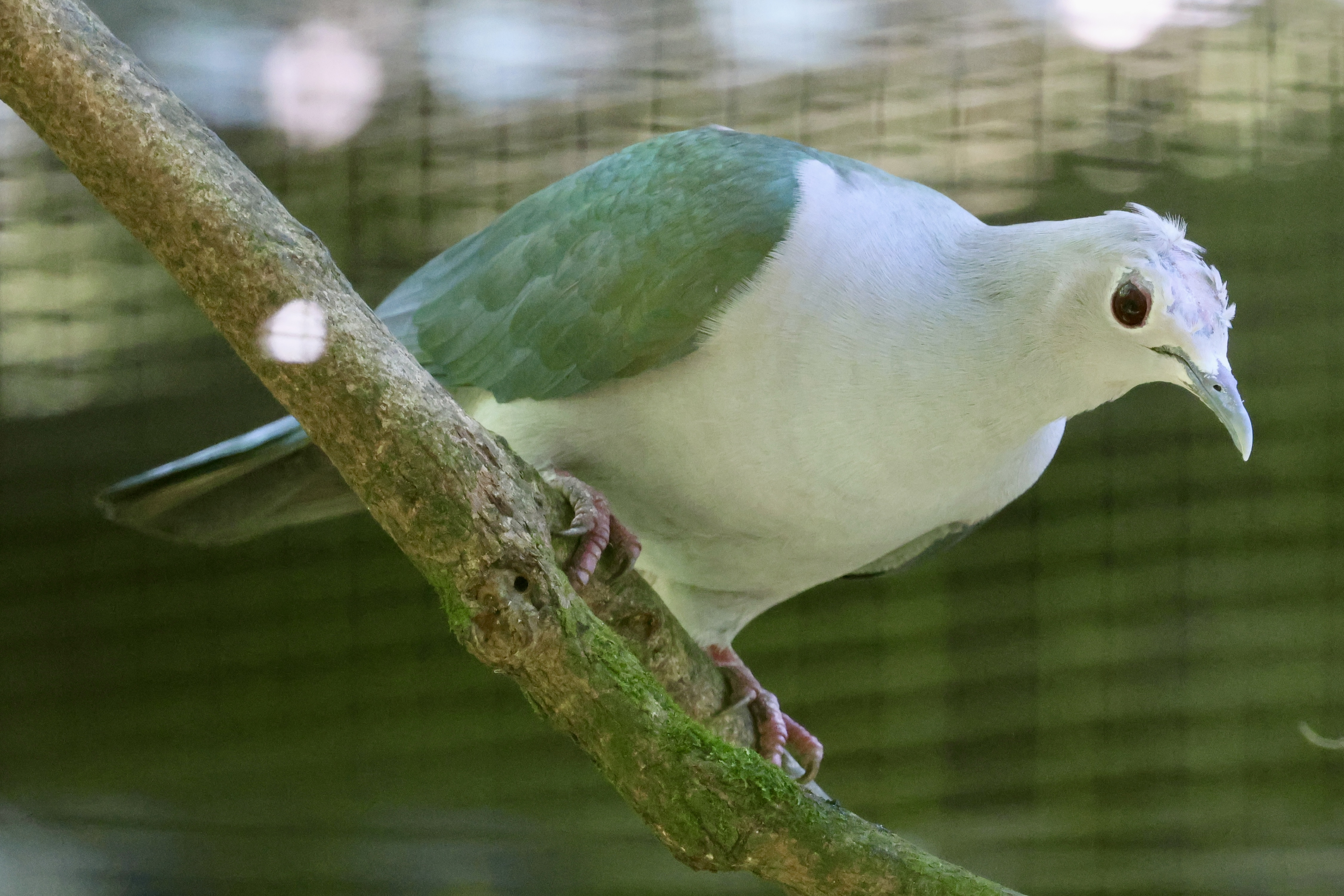
Graue Inselfruchttaube
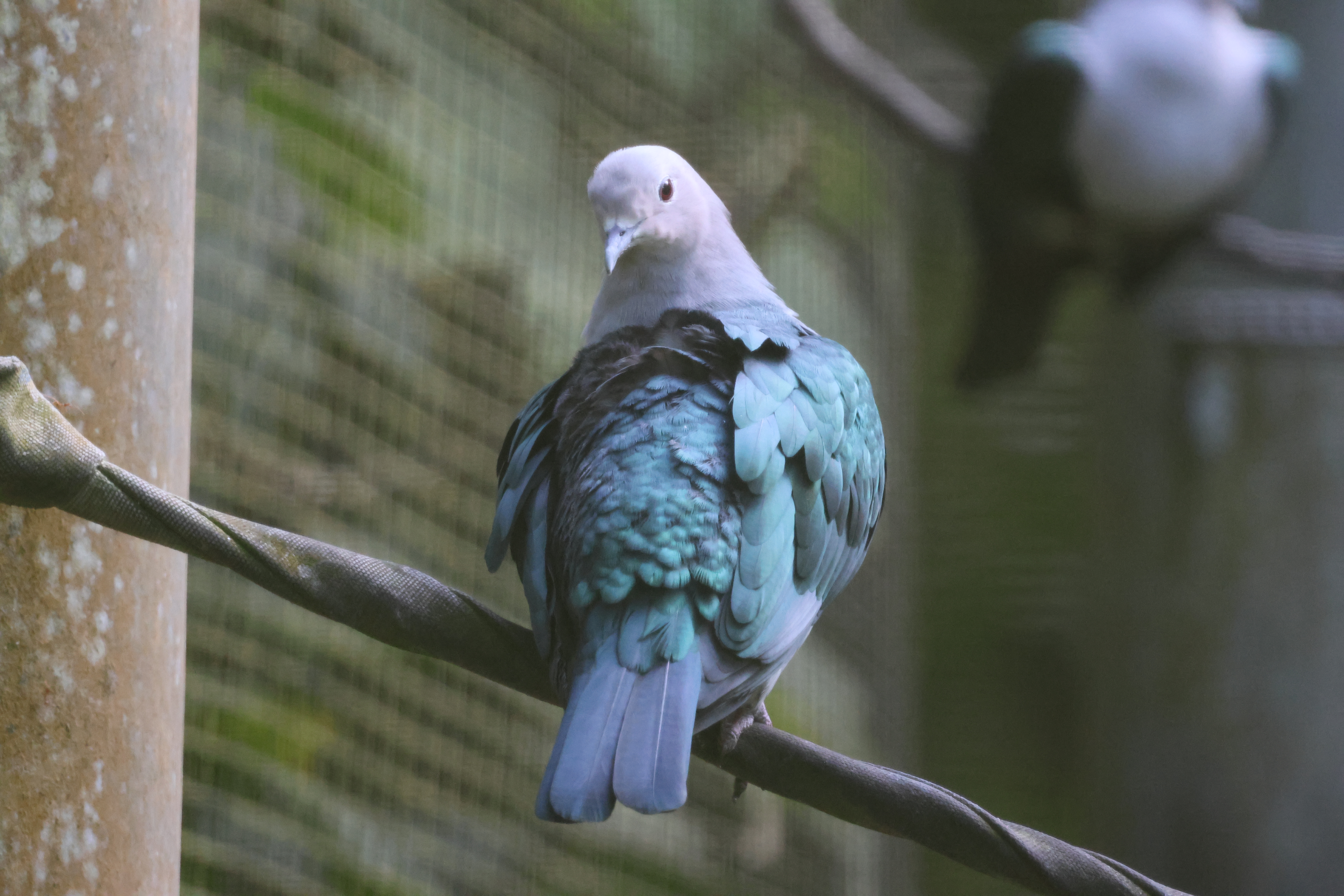
Bronzefruchttaube
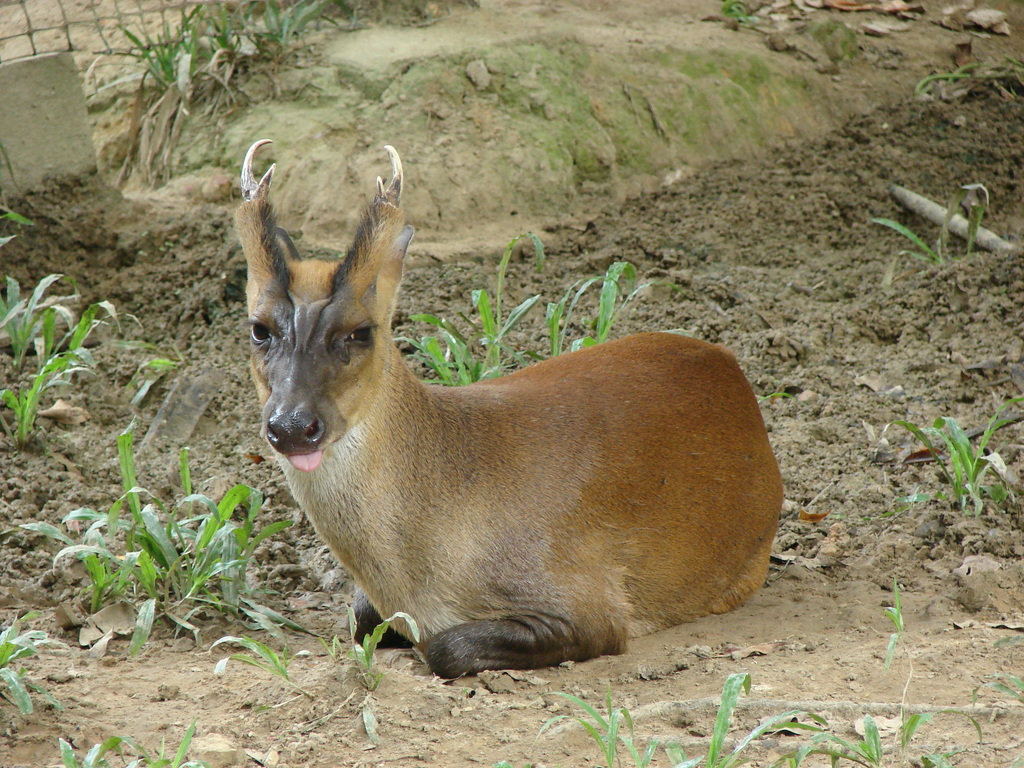
Muntiak
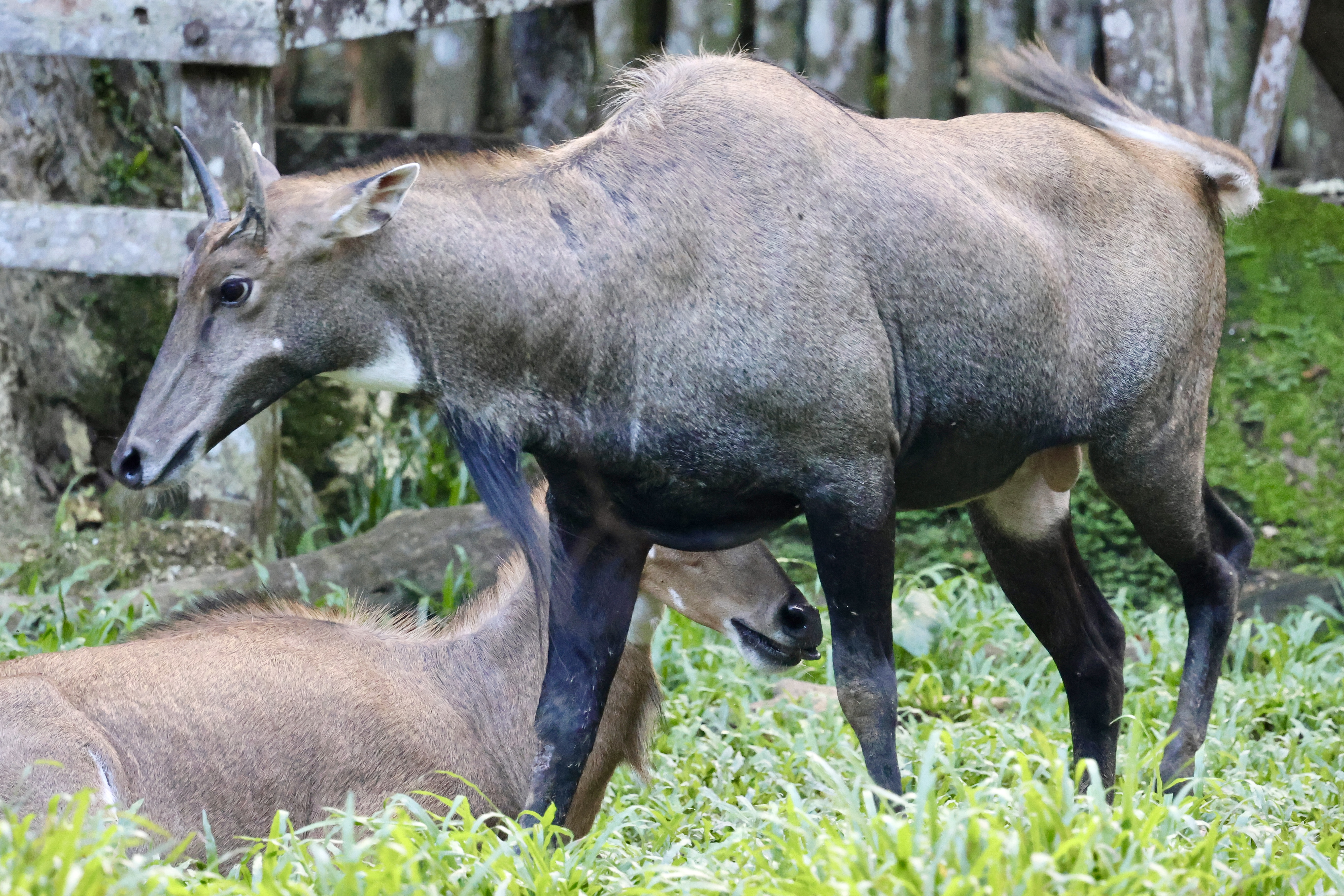
Nilgauantilopen
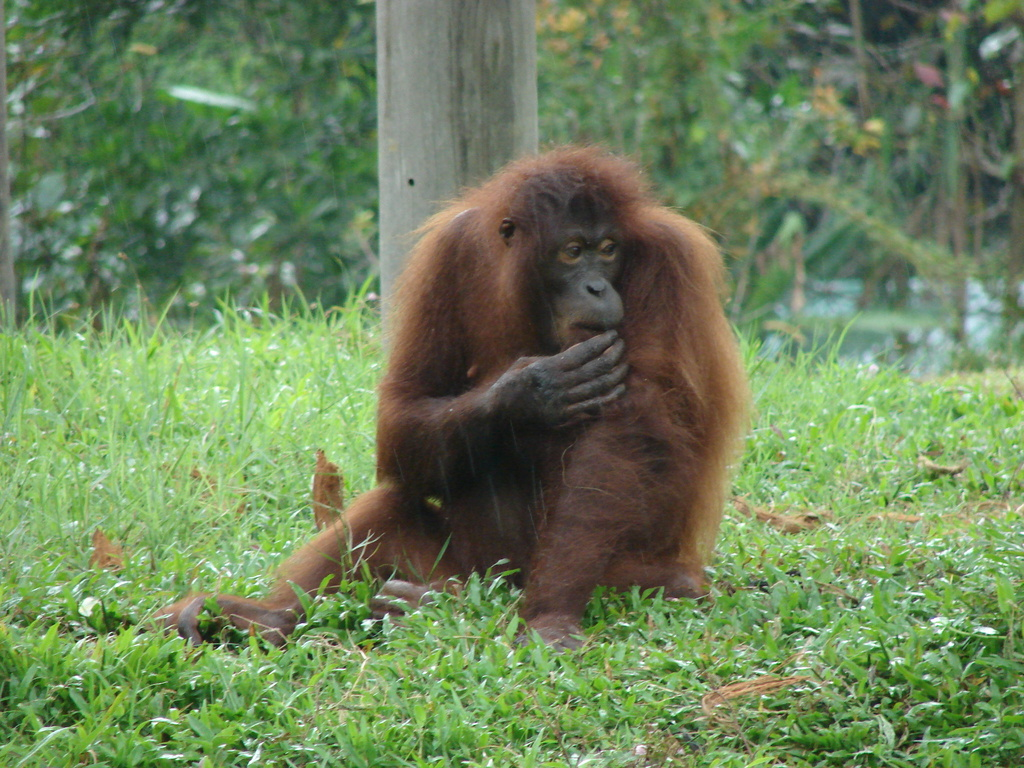
Orang-Utan
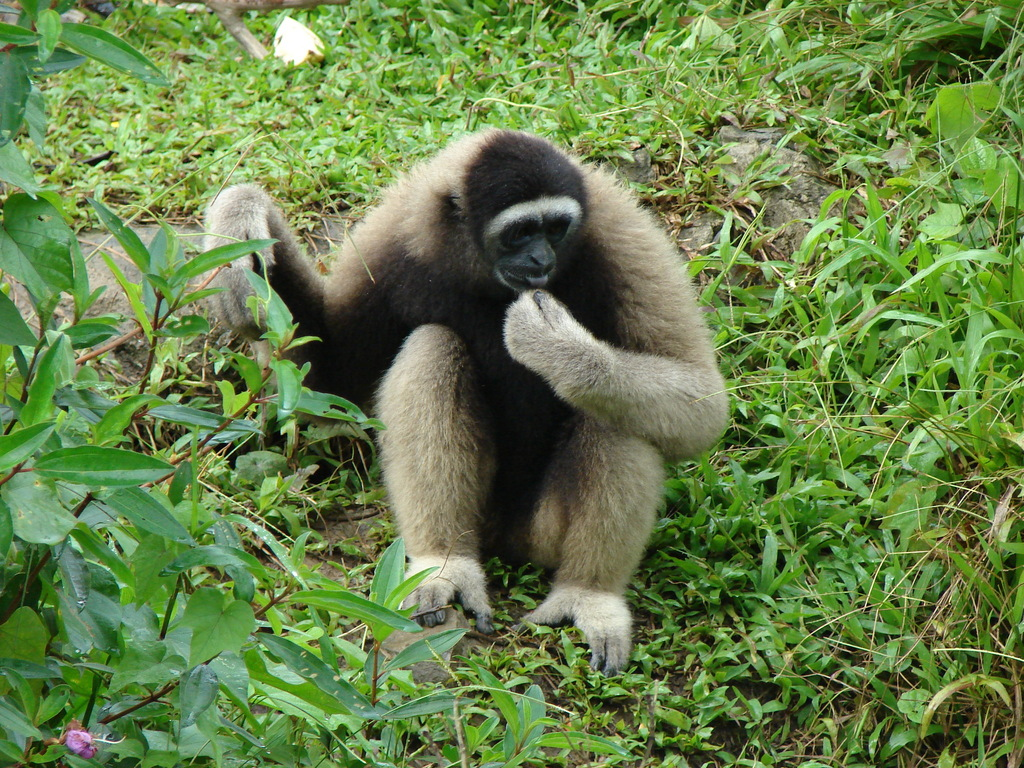
Gibbon
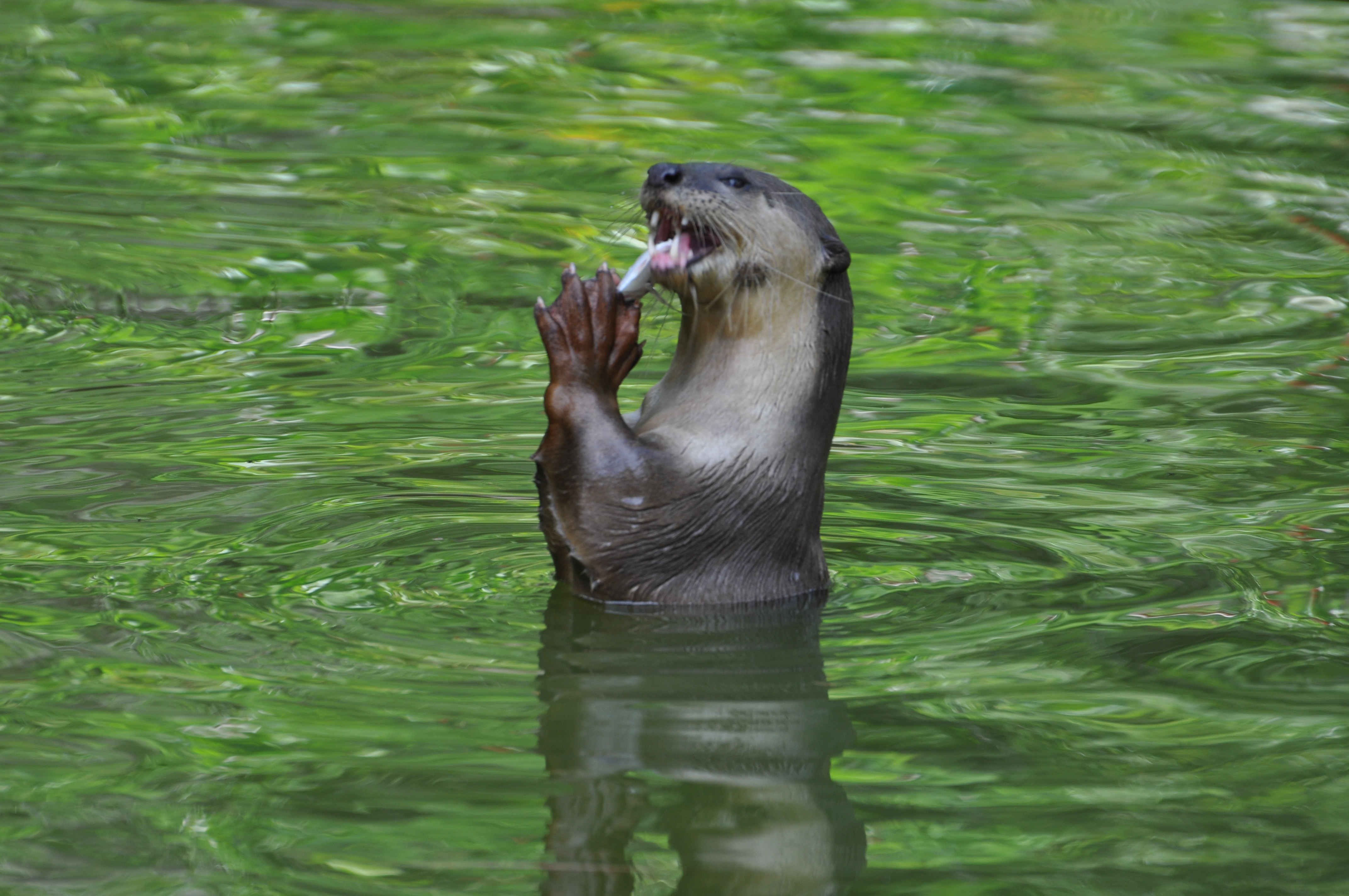
Indischer Fischotter
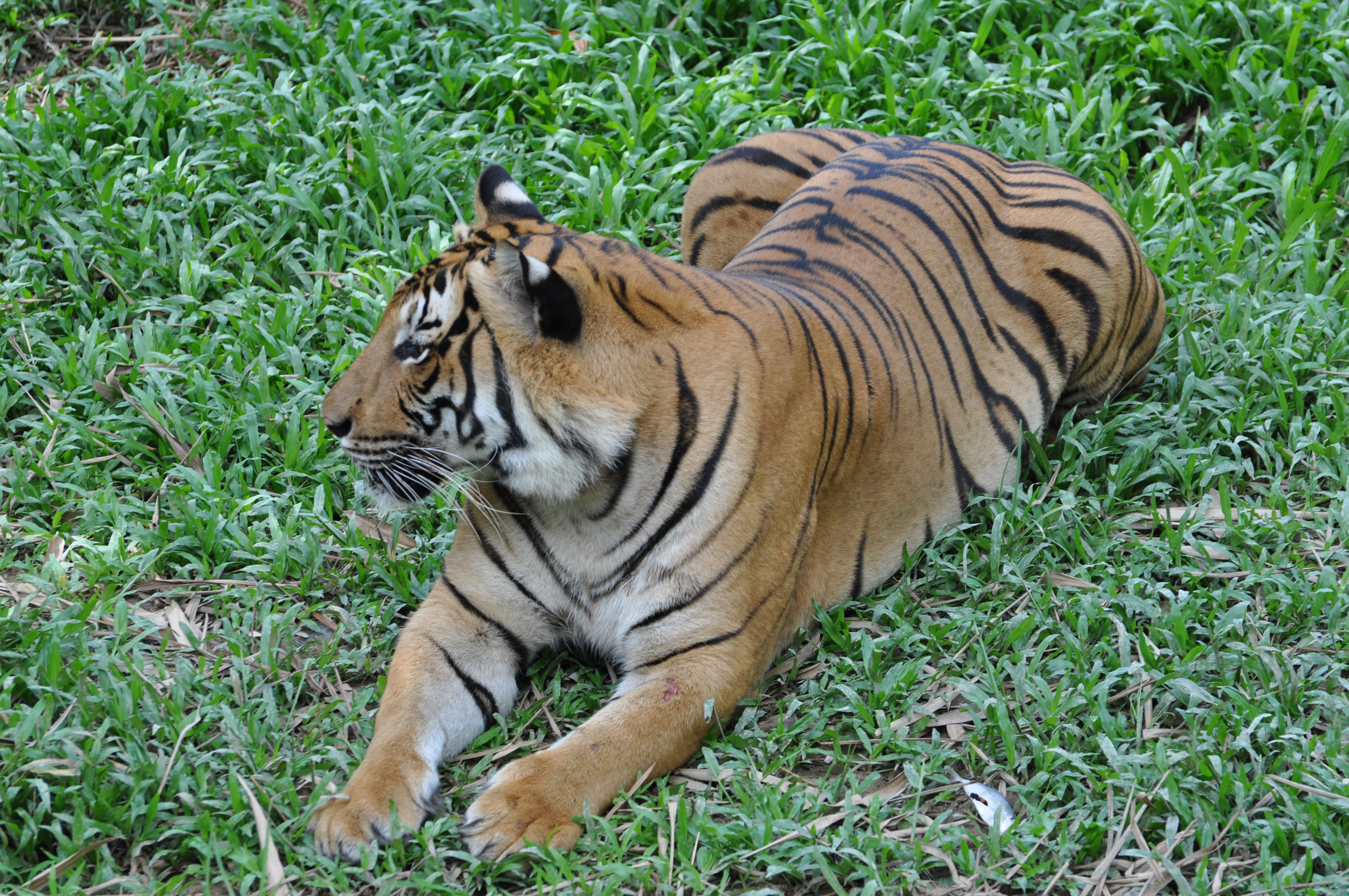
Sumatratiger
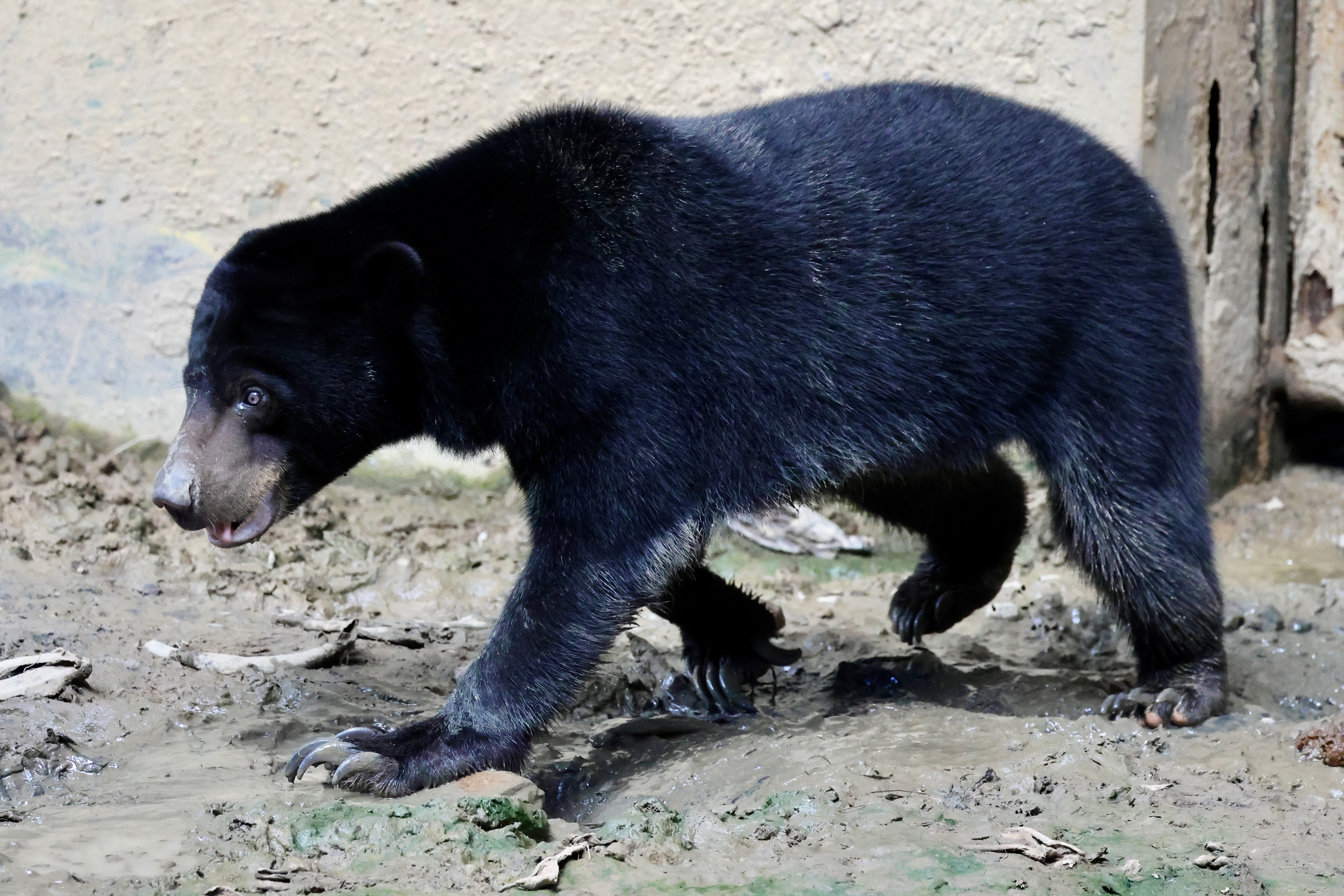
Malaienbär